# Rue Lekain (Nantes)
Pour les articles homonymes, voir Rue Lekain.
La rue Lekain est une voie de Nantes, en France.

## Situation et accès
Située dans le centre-ville de Nantes, la rue Lekain est une artère en partie pavée et piétonne dans sa partie Sud. Elle relie la rue du Calvaire à la rue Scribe et aboutit à cette dernière en passant sous un porche. Sur son côté est, elle rencontre successivement le passage Graslin et la rue Louis-Préaubert.

## Origine du nom
La voie porte le nom du tragédien Henri-Louis Caïn, dit Lekain.

## Historique
Elle était à l'origine une simple ruelle qui fut encombrée par les gravats venant des travaux entrepris par Nicolas de l'Orme pour l'aménagement du quartier autour de l'actuel boulevard Gabriel-Guist'hau et la place Delorme.
En 1820, quelques propriétaires acquièrent une portion de la ruelle, qui ne devient une véritable rue que postérieurement à cette date.
Lors de la Seconde Guerre mondiale, la voie est durement touchée, en septembre 1943, au cours du bombardement effectué par l'aviation américaine. L'immeuble au no 12 est détruit.

## Bâtiments remarquables et lieux de mémoire
- No 5 : théâtre de Poche Graslin
- No 6 bis (au débouché du passage Graslin) : la galerie d'expositions Cosmopolis qui est aussi le siège de l'association Anneaux de la mémoire situé au sein de l'immeuble baptisé « Espace Graslin ».